# Аида Фернандез Риос
Аида Фернандез Риос (4. март 1947 – 22. децембар 2015, Моања, Шпанија) била је климатолог, морски биолог и професор на Институту за испитивање мора (Instituto de Investigaciones Marinas) у Шпанији, специјализована за проучавање Атлантског океана. Била је директорка Шпанског националног истраживачког савета (CSIC), а такође и чланица Краљевске галицијске академије наука (RAGC).

## Биографија
Истраживачки рад Фернандез Риос у биологији мора почео је 1972. године када је почела да ради са Институтом за истраживање рибарства (Instituto de Investigaciones Pesqueras) у Уругвају. Докторирала је биологију 1992. године на Универзитету у Сантијагу. Од 2006. до 2011. године, Риос је била директорка Шпанског националног истраживачког савета, а такође је водила и одбор Међународног програма геосфера-биосфера усмерен на проучавање климатских промена од 2005. до 2011. године. Иницирана је у Краљевску галицијску академију наука 6. јуна 2015, где је одржала инаугурациони говор о повећању киселости Атлантског океана услед угљен-диоксида под називом „Acidificación do Mar: Unha consecuencia das emisións de CO2“.
Фернандез је погинула у саобраћајној несрећи у Моањи 22. децембра 2015.

## Истраживање
Фернандез је сматрана „једним од водећих европских стручњака“ за везу између емисије угљен-диоксида и киселости океана; такође је истраживала дубину океана на којој се такве промене pH вредности дешавају. Кроз свој рад, Риос је тврдила да се запажања о повећаној киселости у Атлантском океану најбоље објашњавају променама у акумулацији угљен-диоксида произведеног људском активношћу, а не из природних извора.